# Academia Estadounidense de Dermatología
La Academia Americana de Dermatología (AAD) es una organización profesional sin fines de lucro dedermatólogos en los Estados Unidos y Canadá, con sede en Rosemont, Illinois, cerca de Chicago. Fue fundada en 1938 y cuenta con más de 21,000 miembros. La Academia otorga becas y membresías asociadas, así como becas para no residentes de los Estados Unidos o Canadá.  Desde 1979, la AAD también publica una revista médica mensual, el Journal of the American Academy of Dermatology . 
Para convertirse en Miembro de la Academia Americana de Dermatología (FAAD), un médico debe ser residente de los Estados Unidos de América o Canadá y estar certificado por el Junta Estadounidense de Dermatología o en dermatología por el Colegio Real de Médicos y Cirujanos de Canadá .  
Para convertirse en miembro asociado, un médico debe tener tres años de experiencia en la práctica o como docente o estudiante de posgrado en dermatología y debe haber recibido una formación que califique para el examen del American Board of Dermatology o del Royal College of Physicians and Surgeons of Canada. 

## Historia
En 1938, se estableció la Academia Americana de Dermatología y Sifilología durante una reunión organizativa que se llevó a cabo en el  Hotel Statler en Detroit, Míchigan. 

## Comité del Instituto Sulzberger
El Instituto Sulzberger para la Educación Dermatológica era una organización que otorgaba subvenciones y financiaba la investigación en tecnología educativa.

## Comité de acción política
El Comité de Acción Política de la Academia Estadounidense de Dermatología (SKINPAC) donó casi $1.3 millones a candidatos demócratas y republicanos durante el ciclo electoral de 2022. El PAC recaudó más de 1.7 millones de dólares de 1,865 donantes, que donaron más de 200 dólares cada uno, y 64 donantes, en su mayoría dermatólogos, hicieron la donación máxima permitida por ley, 5,000 dólares cada uno. 
SKINPAC proporcionó: 
- 325.000 dólares para los demócratas de la Cámara de Representantes
- $390,500 para los republicanos de la Cámara de Representantes
- 32.500 dólares para los demócratas del Senado
- 120.000 dólares para los republicanos del Senado
- $182,500 para los PAC demócratas
- $252,500 para los PAC republicanos.

Las donaciones en el ciclo de 2022 aumentaron (16.2%) en comparación con el ciclo de 2020.